# 乾壁

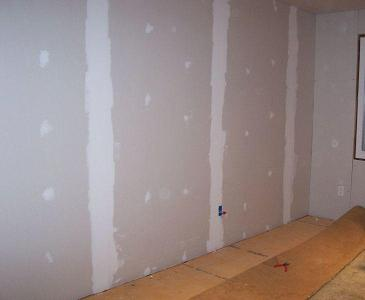
石膏板

石膏板（英语：Plasterboard）是由石膏和软矿物等成分压缩在厚纸板之间制成的一种建筑材料，因其乾燥的性質又稱乾壁。它價格便宜但非常堅固，且具有較優的隔熱性和隔音性。廣泛用在建築物牆壁及天花板上，有不同的類型的石膏板可用於不同場合下。

## 概要
生石膏作为二水合硫酸鈣含有約21％的結晶水，當暴露於火焰和較熱的環境下，水會以蒸氣的形式釋放到空氣中吸收熱量，對耐火性勏有貢獻。乍看之下，裝飾石膏板的裝飾表面（精加工表面）顯示出不規則的斑點，但是許多圖案具有規則性和方向性，並且可以從正面和背面看到方向。考慮到石膏板的構造，在施工現場通常表示為“拉伸”。建築物產生的廢石膏板經過居住在廢棄物處理廠的細菌地下水中的硫酸鹽的代謝，產生有毒的硫化氫。這也造成了環境問題，現時正在研究不會產生廢棄物的處理方法，例如回收、較為環保的生產方式。專門用於生產石膏板的紙板稱為石膏板原紙。與普通紙板相比，通過增加在潮濕狀態下的耐水性和強度來提高石膏板的生產效率。在附圖等中，縮寫為GB或PB。
在美國稱為drywall(意為乾牆)，並有其他英文名如wallboard、gypsum panel、sheet rock、gypsum board等，跟東亞同樣使用大量石膏板用作房屋建築的建築材料。2000年從中國進口的石膏板產生的硫化氫氣體引起了如水管腐蝕和牆體電線腐蝕以及居民健康受影響等問題。2012年美國國會頒布了石膏板安全法規，以防止美國進口有問題的產品。

## 製品規格
有9.5mm、12.5mm、15mm、21mm、25mm五種厚度的石膏板類型。
牆面石膏板方面，公寓通常使用厚度為9.5毫米的石膏板，辦公室和醫院通常使用厚度為12.5毫米和15毫米的石膏板。
牆壁用石膏板方面，以下尺寸為常用的大小。
- 3×6 (910mm × 1820mm)
- 3×8 (910mm × 2420mm)
- 3×9 (910mm × 2730mm)
- 2×6 (606mm × 1820mm)

天花板用石膏板方面，大多只用9.5mm厚的石膏板，以下尺寸為常用的大小。
- 3×1.5 (910mm × 455mm)
- 3×3 (910mm × 910mm)

## 製品類型

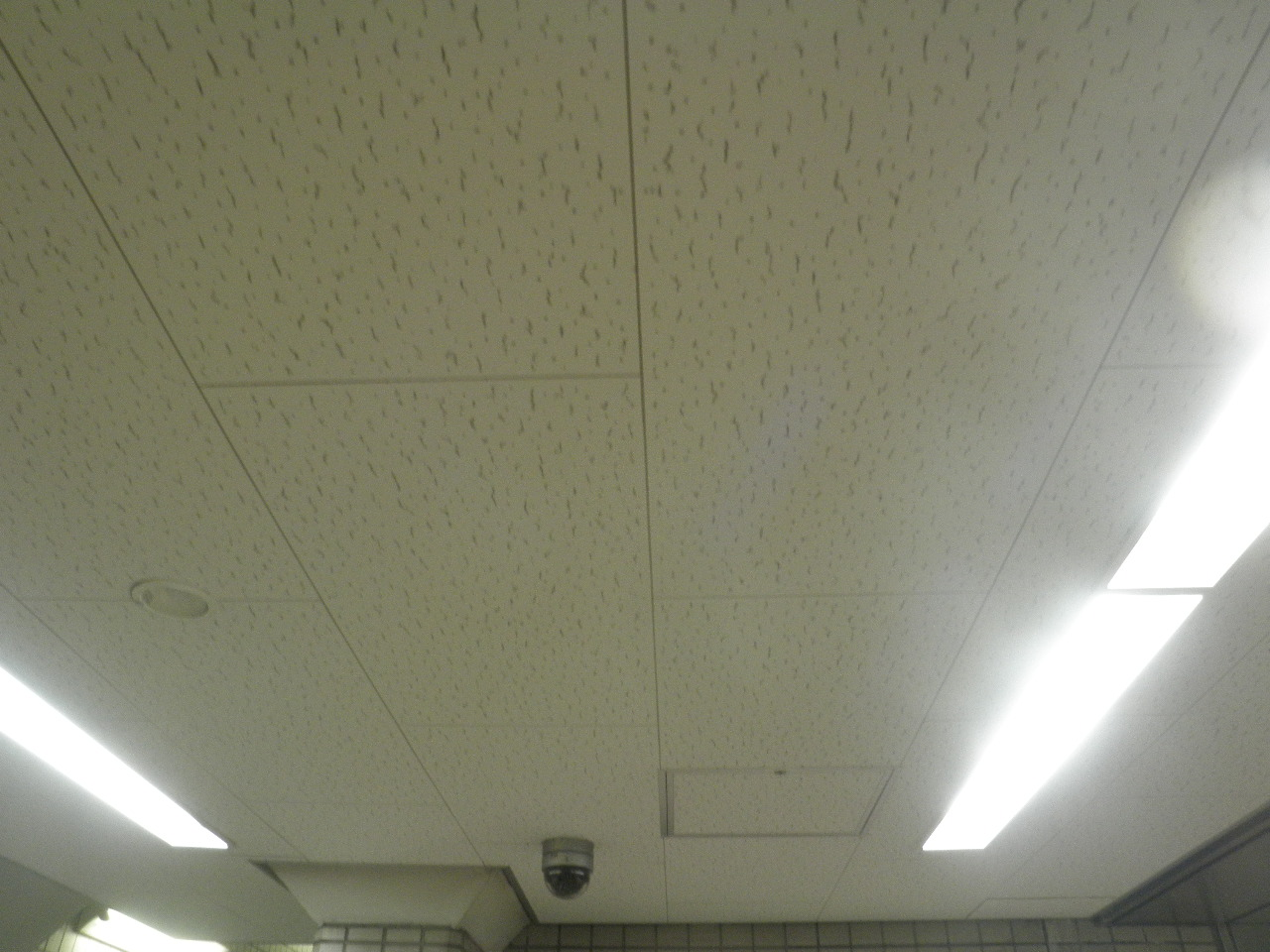
Gyptone

經過加工處理的石膏板大多可用於廚房和隔音室，並分不同種類用途用來加強建築物的防禦，例如防火石膏板、防水石膏板、耐震石膏板、防濕石膏板等。
在木板表面處理過的石膏板經過化妝加工被稱為化妝石膏板，通常可存放於壁櫥和天花板等空間。
一個典型的例子是日本吉野石膏公司所生產的「Gyptone」。「Gyptone」是一種有著洞石紋樣的白底頂板，廣泛用於商店和辦公室的天花板。